# Ballana hebea
Ballana hebea är en insektsart som beskrevs av Delong 1937. Ballana hebea ingår i släktet Ballana och familjen dvärgstritar. Inga underarter finns listade i Catalogue of Life.